# 城本勝
城本 勝（しろもと まさる、1957年 - ）は、日本のジャーナリスト。元日本国際放送代表取締役社長。NHK解説委員室解説副委員長やNHK福岡放送局長を歴任。解説委員としての担当分野は政治。

## 人物
熊本県熊本市出身。熊本県立熊本高等学校を経て一橋大学社会学部を卒業後、1982年NHKに入局し、地元九州・福岡局の記者としてキャリアをスタートさせる。大学及び入局同期に菅康弘がいる。
東京転勤後は報道局政治部記者として経世会、民主党などを担当。広島局選挙担当デスク、本部報道局政治部副部長などを務めた。
2004年から政治担当の解説委員となり、『日曜討論』や『時論公論』など、解説委員室制作の番組に出演。
2009年解説主幹。2010年記者主幹。2012年に解説委員復帰後は副委員長に就任。日本自治学会常任理事・企画委員長なども務めた。
2015年6月の幹部人事で元『ニュースウオッチ9』アンカー・田口五朗（大分県人）の後任として初任地でもある福岡局の局長となった。なお田口とはほぼ同世代である。九州交響楽団副理事長などを兼務。2018年国際放送局付、日本国際放送代表取締役社長。2021年代表取締役社長退任。

## 過去の担当番組
- 時論公論
- 日曜討論（不定期）

## 著作
- 「道路特定財源問題が揺るがす政治構造と分権改革」,東京市政調査会編『都市問題』2008年6月号
- 『壁を壊した男～1993年の小沢一郎～』小学館 2023年7月